# کلاته پایین‌دره
کلاته پایین‌دره روستایی از توابع بخش بررود شهرستان کوهسرخ در استان خراسان رضوی است و این روستا در دهستان بررود قرار دارد. براساس سرشماری سال ۱۳۸۵ جمعیت آن ۲۸۱ نفر (۸۵ خانوار) است.